# ستار فوكس
ستار فوكس (بالإنجليزية: Star Fox‎؛ باليابانية: スターフォックス‎، ‏سوتاه فوكّوسوه) هي سلسلة ألعاب فيديو من إنتاج نينتندو.
تتحدث هذه السلسلة عن مجموعة من الحيوانات المجسمة التي تغامر في الفضاء لتنقذ كوكبها ومجموعتها الشمسية من الشر.
هذه السلسة بدأت منذ صدور السوبر نينتندو وقد حققت نجاحا كبيرا ولا قت إعجابا كبيرا من محبي العاب الطيرات ونينتندو تنوي تطويرها وإصدار أجزاء جديدة منها على الوي، جهاز نينتندو الحديث لكي تواصل مسيرة السلسة الناجحة.
فوكس ماكلاود هو ثعلب أحمر ، الشخصية الرئيسية في المسلسل، قائد الفريق وابن جيمس ماكلاود. الثعلب يرتدي بدلة خضراء. عندما سمع عن اختفاء والده، انسحب من قوة الدفاع الزاوية. في بداية المسلسل، كان فوكس شابا ولا يزال يتدرب تحت قيادة بيبي هير ، صديق والده وزميله في الجناح. أصبح طيارا خبيرا، ماهرا في الهجوم الجوي والأرضي، كما رأينا في ستار فوكس: الاعتداء. يبدأ فوكس علاقة مع كريستال في مغامرات ستار فوكس التي تستمر من خلال ستار فوكس: الاعتداء وربما ينتهي في ستار فوكس: القيادة عندما يجبرها فوكس على الخروج من الفريق خوفا على سلامتها, على الرغم من أن النتيجة يمكن أن تتغير اعتمادا على الطريق والنهاية.
كريستال هي بريتي بلو فوكس التي هي الناجية الوحيدة من كوكبها المنكوب ، سيرينيا. كريستال هادئة وطيب القلب. ظهرت لأول مرة في المسلسل في المفهوم المبكر كوكب الديناصور ثم مغامرات ستار فوكس ، حيث تبحث عن إجابات حول تدمير كوكبها وموت والديها. صادفت إشارة استغاثة من سوريا. تنضم إلى ستار فوكس باعتبارها توارد خواطر الفريق بعد المغامرة. انها تحارب في معارك متعددة في ستار فوكس: الاعتداء. قبل بدء قيادة ستار فوكس ، تغادر كريستال فريق ستار فوكس بعد علاقة متوترة مع فوكس. تظهر العديد من النهايات المحتملة عودتها إلى كليهما, بما في ذلك واحدة حيث تزوجت من فوكس ويقود ابنهما ماركوس فريقا جديدا من ستار فوكس لعقود في المستقبل. في ستار فوكس: الاعتداء ، ترتدي كريستال بدلة قطة زرقاء، وحذاء أزرق يصل إلى الركبة، وحزام سلسلة فضي، وحلقتان فضيتان على ذيلها، وخرز أبيض في شعرها، وإكليل فضي به جوهرة فيروزية.

ظهرت في رسم كاريكاتوري يظهر كريستال، الثعلب الأنثوي من سلسلة ستار فوكس، والذي يصور أوجه التشابه بين سلسلة ستار وورز وسلسلة ستار فوكس.

ارتدت كريستال مئزرا وصممت في الأصل لتكون الشخصية الرئيسية في كوكب الديناصور، قبل أن تحول نينتندو المشروع إلى عنوان ستار فوكس. كان تصميمها الأصلي هو تصميم شاب يبلغ من العمر 16 عاما، نشأ على يد ساحر يدعى راندورن. عندما أصبحت فوكس الشخصية الرئيسية في مغامرات ستار فوكس ، أعيد تصميم كريستال لتصبح طفلة تبلغ من العمر 19 عاما وأصبح دورها في اللعبة أقل مركزية.
شجار كواحد من جهات الاتصال لفوكس أو فالكو أو وولف مع تهكم على مسرح ليلات كروز. ويبدو أنها بمثابة الكأس مساعدة في سوبر سماش بروس في نهاية المطاف.

## الألعاب
هناك حالياً تسعة ألعاب في سلسلة ستار فوكس، وهم:
- ستار فوكس (نسخة البال معروفة كـستاروينغ) (سوبر نينتندو، 1993)
- ستار فوكس 64 (نسخة البال معروفة كـلايلات وورز، نينتندو 64، 1997)
- ستار فوكس أدفينشرز (غيم كيوب، 2002)
- ستار فوكس: أسولت (غيم كيوب، 2005)
- ستار فوكس كوماند (نينتندو دي أس، 2006)
- ستار فوكس 64 3دي (نينتندو 3دي أس، 2011)
- ستار فوكس زيرو (وي يو، 2016)
- ستار فوكس غارد (وي يو، 2016)
- ستار فوكس 2 (سوبر إن إي إس كلاسيك إديشن، 2017)

فيما يلى قائمة الألعاب لستار فوكس قد أعلنت عنهم في ما مضا، ولكن ألغي نشرهم في نهاية المطاف:

- ستار فوكس 2 (سوبر نينتندو، من المفترض 1995)
- لعبة ستار فوكس على الفيرتشوال بوي
- نسخة ستار فوكس: أسولت للصندوق ألعاب الصالات

فيما يلى قائمة الألعاب ذات علاقة:
- سلسلة سوبر سماش برذرز

## وصلات خارجية
- الموقع الرسمي